# Axechina
Axechina is een geslacht van sponsdieren uit de klasse van de Demospongiae (gewone sponzen).

## Soorten
- Axechina lissa de Laubenfels, 1957
- Axechina raspailioides Hentschel, 1912